# Shinjitai
Shinjitai (新字体? lett. "nuova forma dei caratteri") è un termine che designa la forma moderna dei kanji di uso comune nella lingua giapponese scritta e a volte, per estensione, gli stessi kanji che si presentano in questa forma semplificata (in contrasto con la forma tradizionale, kyūjitai). La shinjitai dei caratteri è stata ufficializzata nel 1946, con l'approvazione da parte del Ministero dell'Educazione giapponese della lista dei 1850 tōyō kanji che regolava e limitava il numero di kanji utilizzabili per la stampa. Successivamente, nel 1981, la lista è stata sostituita con quella dei 1945 jōyō kanji (lett. 'caratteri d'uso comune'). L'elenco dei jōyō kanji è stato a sua volta modificato nel 2010, passando ad un totale di 2136 caratteri, tutti nella forma moderna.
 Gli 861 Jinmeiyō kanji utilizzati per scrivere i nomi propri, invece, comprendono un buon numero di caratteri nella forma kyūjitai (incontrare nei cognomi varianti tradizionali dei kanji è inevitabile).
Il passaggio dalla forma kyūjitai alla forma shinjitai è stato fatto riducendo il numero dei segni presenti nel kanji, ovvero sostituendo un componente complesso del carattere con uno più semplice (assecondando la tendenza delle persone a creare per semplicità dei 略字 ryakuji, cioè caratteri abbreviati, e rendendo in effetti ufficiali alcuni di essi). Un metodo alternativo è stato quello di sostituire lo tsukuri (旁, la parte destra di un kanji), quando questa forniva la lettura On del kanji, con un altro carattere dalla stessa lettura ma con meno segni (una pratica di cui c'è traccia da sempre nell'evoluzione dei caratteri cinesi).
Un discorso strettamente correlato vale per i 代用字 daiyōji (caratteri che fanno le veci). Anche in questo caso si è assecondata una tendenza invitando a sostituire, all'interno di certi vocaboli, un kanji con un altro dalla medesima lettura, ma incluso nella lista di kanji d'uso comune.
Esempi
來→来、鐵→鉄、與→与、學→学、臺→台、氣→気、國→国、關→関、眞→真、澤→沢、鹽→塩、櫻→桜、廣→広、邊→辺、濱→浜、寶→宝、惠→恵、齒→歯、縣→県
Anche se sia in Cina che in Giappone, dopo la Seconda Guerra Mondiale, vennero ufficializzate le versioni semplificate dei kanji (hanzi in cinese), vi sono ancora numerose differenze fra i due sistemi di scrittura. I kanji giapponesi, rispetto ai caratteri semplificati cinesi, ricordano ancora i vecchi kyūjitai. Ci sono diversi kanji identici ai kyūjitai, come 電 (elettricità), mentre nei caratteri cinesi semplificati l'ideogramma è stato modificato in 电, togliendo il radicale della pioggia. Altri kanji, invece, differiscono dai kyūjitai, anche se nel cinese semplificato rimangono uguali, per esempio il carattere 仏 (Buddha) è diverso da 佛, utilizzato sia nel cinese semplificato che in quello tradizionale. Esistono anche kanji diversi dai kyūjitai e dai caratteri semplificati cinesi, come 轉 (girare) che in Giappone è stato semplificato in 転, mentre in Cina in 转, e 豐 (abbondante), noto ai giapponesi come 豊 e ai cinesi come 丰. In questo caso si osserva che il carattere cinese ha mantenuto solo una piccola parte di quello originale, mentre il kanji l'ha solo semplificato in parte.